# 2004年のナショナルリーグチャンピオンシップシリーズ
2004年の野球において、メジャーリーグベースボール（MLB）のポストシーズンは10月5日に開幕した。ナショナルリーグの第35回リーグチャンピオンシップシリーズ（英語: 35th National League Championship Series、以下「リーグ優勝決定戦」と表記）は、13日から21日にかけて計7試合が開催された。その結果、セントルイス・カージナルス（中地区）がヒューストン・アストロズ（同）を4勝3敗で下し、17年ぶり16回目のリーグ優勝およびワールドシリーズ進出を果たした。
両球団がポストシーズンで対戦するのはこれが初めて。この年のレギュラーシーズンでは両球団は18試合対戦し、アストロズが10勝8敗と勝ち越していた。今シリーズは、サヨナラ本塁打によって決着した試合が2試合あるポストシーズン史上2度目のシリーズとなり、またビハインドのチームが同点に追いつくか逆転した回数が10に達したポストシーズン史上4度目のシリーズにもなるなど、試合展開のもつれたシリーズとなった。ただ、同時期開催のアメリカンリーグ優勝決定戦でボストン・レッドソックスがニューヨーク・ヤンキースに対し、MLB史上初となる3連敗4連勝でのシリーズ制覇を達成したため、その影に隠れて今シリーズへの注目度は低かった。シリーズMVPには、最終第7戦の6回裏に同点の適時二塁打を放ったうえ次打者の本塁打で勝ち越し・決勝のホームを踏むなど、7試合で打率.500・4本塁打・9打点・OPS 1.563という成績を残したカージナルスのアルバート・プホルスが選出された。しかしカージナルスは、ワールドシリーズではアメリカンリーグ王者レッドソックスに0勝4敗で敗れ、22年ぶり10度目の優勝を逃した。

## 試合結果
2004年のナショナルリーグ優勝決定戦は10月13日に開幕し、途中に移動日を挟んで9日間で7試合が行われた。日程・結果は以下の通り。
| 日付                                                        | 試合  | ビジター球団（先攻）       | スコア | ホーム球団（後攻）         | 開催球場               | 開催球場                                   |
| ----------------------------------------------------------- | ----- | -------------------------- | ------ | -------------------------- | ---------------------- | ------------------------------------------ |
| 10月13日（水）                                              | 第1戦 | ヒューストン・アストロズ   | 7－10  | セントルイス・カージナルス | ブッシュ・スタジアム   | ブッシュ・スタジアムミニッツメイド・パーク |
| 10月14日（木）                                              | 第2戦 | ヒューストン・アストロズ   | 4－6   | セントルイス・カージナルス | ブッシュ・スタジアム   | ブッシュ・スタジアムミニッツメイド・パーク |
| 10月15日（金）                                              |       | 移動日                     | 移動日 | 移動日                     |                        | ブッシュ・スタジアムミニッツメイド・パーク |
| 10月16日（土）                                              | 第3戦 | セントルイス・カージナルス | 2－5   | ヒューストン・アストロズ   | ミニッツメイド・パーク | ブッシュ・スタジアムミニッツメイド・パーク |
| 10月17日（日）                                              | 第4戦 | セントルイス・カージナルス | 5－6   | ヒューストン・アストロズ   | ミニッツメイド・パーク | ブッシュ・スタジアムミニッツメイド・パーク |
| 10月18日（月）                                              | 第5戦 | セントルイス・カージナルス | 0－3x  | ヒューストン・アストロズ   | ミニッツメイド・パーク | ブッシュ・スタジアムミニッツメイド・パーク |
| 10月19日（火）                                              |       | 移動日                     | 移動日 | 移動日                     |                        | ブッシュ・スタジアムミニッツメイド・パーク |
| 10月20日（水）                                              | 第6戦 | ヒューストン・アストロズ   | 4－6x  | セントルイス・カージナルス | ブッシュ・スタジアム   | ブッシュ・スタジアムミニッツメイド・パーク |
| 10月21日（木）                                              | 第7戦 | ヒューストン・アストロズ   | 2－5   | セントルイス・カージナルス | ブッシュ・スタジアム   | ブッシュ・スタジアムミニッツメイド・パーク |
| 優勝：セントルイス・カージナルス（4勝3敗 / 17年ぶり16度目） |       |                            |        |                            |                        | ブッシュ・スタジアムミニッツメイド・パーク |

### 第1戦 10月13日
- ブッシュ・スタジアム（ミズーリ州セントルイス）

|                            | 1 | 2 | 3 | 4 | 5 | 6 | 7 | 8 | 9 | R  | H  | E |
| -------------------------- | - | - | - | - | - | - | - | - | - | -- | -- | - |
| ヒューストン・アストロズ   | 2 | 0 | 0 | 2 | 0 | 0 | 0 | 2 | 1 | 7  | 10 | 1 |
| セントルイス・カージナルス | 2 | 0 | 0 | 0 | 2 | 6 | 0 | 0 | X | 10 | 12 | 0 |

1. 勝利：ウッディ・ウィリアムズ（1勝）
2. セーブ：ジェイソン・イズリングハウゼン（1S）
3. 敗戦：チャド・クオルズ（1敗）
4. 本塁打
HOU：カルロス・ベルトラン1号2ラン、ジェフ・ケント1号2ラン、ランス・バークマン1号2ラン、マイク・ラム1号ソロ
STL：アルバート・プホルス1号2ラン
5. 審判
［球審］ティム・ウェルキー
［塁審］一塁: エリック・クーパー、二塁: ゲイリー・ダーリング、三塁: マイク・ウィンタース
［外審］左翼: エンジェル・ヘルナンデス、右翼: エド・ラピュアーノ
6. 試合開始時刻: 中部夏時間（UTC-5）午後7時19分  試合時間: 3時間15分  観客: 5万2323人  気温: 61°F（16.1°C）
詳細: MLB.com Gameday / ESPN.com / Baseball-Reference.com / Fangraphs

| ヒューストン・アストロズ | ヒューストン・アストロズ | ヒューストン・アストロズ | ヒューストン・アストロズ | ヒューストン・アストロズ                                                                                           | セントルイス・カージナルス | セントルイス・カージナルス | セントルイス・カージナルス | セントルイス・カージナルス | セントルイス・カージナルス                                                                                          |
| ------------------------ | ------------------------ | ------------------------ | ------------------------ | --- | -------------------------- | -------------------------- | -------------------------- | -------------------------- | --- |
| 打順                     | 守備                     | 選手                     | 打席                     | B・バッキーB・オースマスJ・バグウェルJ・ケントM・エンス · バーグJ・ビスカイーノC・ビジオC・ベルトランL・バークマン | 打順                       | 守備                       | 選手                       | 打席                       | W・ウィリアムズM・マシーニーA・プホルスT・ウォマックS・ローレンE・レンテリアR・サンダースJ・エドモンズL・ウォーカー |
| 1                        | 左                       | C・ビジオ                | 右                       | B・バッキーB・オースマスJ・バグウェルJ・ケントM・エンス · バーグJ・ビスカイーノC・ビジオC・ベルトランL・バークマン | 1                          | 二                         | T・ウォマック              | 左                         | W・ウィリアムズM・マシーニーA・プホルスT・ウォマックS・ローレンE・レンテリアR・サンダースJ・エドモンズL・ウォーカー |
| 2                        | 中                       | C・ベルトラン            | 両                       | B・バッキーB・オースマスJ・バグウェルJ・ケントM・エンス · バーグJ・ビスカイーノC・ビジオC・ベルトランL・バークマン | 2                          | 右                         | L・ウォーカー              | 左                         | W・ウィリアムズM・マシーニーA・プホルスT・ウォマックS・ローレンE・レンテリアR・サンダースJ・エドモンズL・ウォーカー |
| 3                        | 一                       | J・バグウェル            | 右                       | B・バッキーB・オースマスJ・バグウェルJ・ケントM・エンス · バーグJ・ビスカイーノC・ビジオC・ベルトランL・バークマン | 3                          | 一                         | A・プホルス                | 右                         | W・ウィリアムズM・マシーニーA・プホルスT・ウォマックS・ローレンE・レンテリアR・サンダースJ・エドモンズL・ウォーカー |
| 4                        | 右                       | L・バークマン            | 両                       | B・バッキーB・オースマスJ・バグウェルJ・ケントM・エンス · バーグJ・ビスカイーノC・ビジオC・ベルトランL・バークマン | 4                          | 三                         | S・ローレン                | 右                         | W・ウィリアムズM・マシーニーA・プホルスT・ウォマックS・ローレンE・レンテリアR・サンダースJ・エドモンズL・ウォーカー |
| 5                        | 二                       | J・ケント                | 右                       | B・バッキーB・オースマスJ・バグウェルJ・ケントM・エンス · バーグJ・ビスカイーノC・ビジオC・ベルトランL・バークマン | 5                          | 中                         | J・エドモンズ              | 左                         | W・ウィリアムズM・マシーニーA・プホルスT・ウォマックS・ローレンE・レンテリアR・サンダースJ・エドモンズL・ウォーカー |
| 6                        | 三                       | M・エンスバーグ          | 右                       | B・バッキーB・オースマスJ・バグウェルJ・ケントM・エンス · バーグJ・ビスカイーノC・ビジオC・ベルトランL・バークマン | 6                          | 遊                         | E・レンテリア              | 右                         | W・ウィリアムズM・マシーニーA・プホルスT・ウォマックS・ローレンE・レンテリアR・サンダースJ・エドモンズL・ウォーカー |
| 7                        | 遊                       | J・ビスカイーノ          | 両                       | B・バッキーB・オースマスJ・バグウェルJ・ケントM・エンス · バーグJ・ビスカイーノC・ビジオC・ベルトランL・バークマン | 7                          | 左                         | R・サンダース              | 右                         | W・ウィリアムズM・マシーニーA・プホルスT・ウォマックS・ローレンE・レンテリアR・サンダースJ・エドモンズL・ウォーカー |
| 8                        | 捕                       | B・オースマス            | 右                       | B・バッキーB・オースマスJ・バグウェルJ・ケントM・エンス · バーグJ・ビスカイーノC・ビジオC・ベルトランL・バークマン | 8                          | 捕                         | M・マシーニー              | 右                         | W・ウィリアムズM・マシーニーA・プホルスT・ウォマックS・ローレンE・レンテリアR・サンダースJ・エドモンズL・ウォーカー |
| 9                        | 投                       | B・バッキー              | 右                       | B・バッキーB・オースマスJ・バグウェルJ・ケントM・エンス · バーグJ・ビスカイーノC・ビジオC・ベルトランL・バークマン | 9                          | 投                         | W・ウィリアムズ            | 右                         | W・ウィリアムズM・マシーニーA・プホルスT・ウォマックS・ローレンE・レンテリアR・サンダースJ・エドモンズL・ウォーカー |
| 先発投手                 | 先発投手                 | 先発投手                 | 投球                     | B・バッキーB・オースマスJ・バグウェルJ・ケントM・エンス · バーグJ・ビスカイーノC・ビジオC・ベルトランL・バークマン | 先発投手                   | 先発投手                   | 先発投手                   | 投球                       | W・ウィリアムズM・マシーニーA・プホルスT・ウォマックS・ローレンE・レンテリアR・サンダースJ・エドモンズL・ウォーカー |
| B・バッキー              | B・バッキー              | B・バッキー              | 右                       | B・バッキーB・オースマスJ・バグウェルJ・ケントM・エンス · バーグJ・ビスカイーノC・ビジオC・ベルトランL・バークマン | W・ウィリアムズ            | W・ウィリアムズ            | W・ウィリアムズ            | 右                         | W・ウィリアムズM・マシーニーA・プホルスT・ウォマックS・ローレンE・レンテリアR・サンダースJ・エドモンズL・ウォーカー |

### 第2戦 10月14日
- ブッシュ・スタジアム（ミズーリ州セントルイス）

|                            | 1 | 2 | 3 | 4 | 5 | 6 | 7 | 8 | 9 | R | H  | E |
| -------------------------- | - | - | - | - | - | - | - | - | - | - | -- | - |
| ヒューストン・アストロズ   | 1 | 0 | 0 | 1 | 1 | 0 | 1 | 0 | 0 | 4 | 10 | 1 |
| セントルイス・カージナルス | 0 | 0 | 0 | 0 | 4 | 0 | 0 | 2 | X | 6 | 9  | 0 |

1. 勝利：フリアン・タバレス（1勝）
2. セーブ：ジェイソン・イズリングハウゼン（2S）
3. 敗戦：ダン・ミセリ（1敗）
4. 本塁打
HOU：カルロス・ベルトラン2号ソロ、モーガン・エンスバーグ1号ソロ
STL：ラリー・ウォーカー1号2ラン、スコット・ローレン1号2ラン・2号ソロ、アルバート・プホルス2号ソロ
5. 審判
［球審］エリック・クーパー
［塁審］一塁: ゲイリー・ダーリング、二塁: マイク・ウィンタース、三塁: エンジェル・ヘルナンデス
［外審］左翼: エド・ラピュアーノ、右翼: ティム・ウェルキー
6. 試合開始時刻: 中部夏時間（UTC-5）午後7時47分  試合時間: 3時間2分  観客: 5万2347人  気温: 48°F（8.9°C）
詳細: MLB.com Gameday / ESPN.com / Baseball-Reference.com / Fangraphs

| ヒューストン・アストロズ | ヒューストン・アストロズ | ヒューストン・アストロズ | ヒューストン・アストロズ | ヒューストン・アストロズ                                                                                           | セントルイス・カージナルス | セントルイス・カージナルス | セントルイス・カージナルス | セントルイス・カージナルス | セントルイス・カージナルス                                                                                    |
| ------------------------ | ------------------------ | ------------------------ | ------------------------ | --- | -------------------------- | -------------------------- | -------------------------- | -------------------------- | --- |
| 打順                     | 守備                     | 選手                     | 打席                     | P・マンローB・オースマスJ・バグウェルJ・ケントM・エンス · バーグJ・ビスカイーノC・ビジオC・ベルトランL・バークマン | 打順                       | 守備                       | 選手                       | 打席                       | M・モリスM・マシーニーA・プホルスT・ウォマックS・ローレンE・レンテリアR・サンダースJ・エドモンズL・ウォーカー |
| 1                        | 左                       | C・ビジオ                | 右                       | P・マンローB・オースマスJ・バグウェルJ・ケントM・エンス · バーグJ・ビスカイーノC・ビジオC・ベルトランL・バークマン | 1                          | 二                         | T・ウォマック              | 左                         | M・モリスM・マシーニーA・プホルスT・ウォマックS・ローレンE・レンテリアR・サンダースJ・エドモンズL・ウォーカー |
| 2                        | 中                       | C・ベルトラン            | 両                       | P・マンローB・オースマスJ・バグウェルJ・ケントM・エンス · バーグJ・ビスカイーノC・ビジオC・ベルトランL・バークマン | 2                          | 右                         | L・ウォーカー              | 左                         | M・モリスM・マシーニーA・プホルスT・ウォマックS・ローレンE・レンテリアR・サンダースJ・エドモンズL・ウォーカー |
| 3                        | 一                       | J・バグウェル            | 右                       | P・マンローB・オースマスJ・バグウェルJ・ケントM・エンス · バーグJ・ビスカイーノC・ビジオC・ベルトランL・バークマン | 3                          | 一                         | A・プホルス                | 右                         | M・モリスM・マシーニーA・プホルスT・ウォマックS・ローレンE・レンテリアR・サンダースJ・エドモンズL・ウォーカー |
| 4                        | 右                       | L・バークマン            | 両                       | P・マンローB・オースマスJ・バグウェルJ・ケントM・エンス · バーグJ・ビスカイーノC・ビジオC・ベルトランL・バークマン | 4                          | 三                         | S・ローレン                | 右                         | M・モリスM・マシーニーA・プホルスT・ウォマックS・ローレンE・レンテリアR・サンダースJ・エドモンズL・ウォーカー |
| 5                        | 二                       | J・ケント                | 右                       | P・マンローB・オースマスJ・バグウェルJ・ケントM・エンス · バーグJ・ビスカイーノC・ビジオC・ベルトランL・バークマン | 5                          | 中                         | J・エドモンズ              | 左                         | M・モリスM・マシーニーA・プホルスT・ウォマックS・ローレンE・レンテリアR・サンダースJ・エドモンズL・ウォーカー |
| 6                        | 三                       | M・エンスバーグ          | 右                       | P・マンローB・オースマスJ・バグウェルJ・ケントM・エンス · バーグJ・ビスカイーノC・ビジオC・ベルトランL・バークマン | 6                          | 遊                         | E・レンテリア              | 右                         | M・モリスM・マシーニーA・プホルスT・ウォマックS・ローレンE・レンテリアR・サンダースJ・エドモンズL・ウォーカー |
| 7                        | 遊                       | J・ビスカイーノ          | 両                       | P・マンローB・オースマスJ・バグウェルJ・ケントM・エンス · バーグJ・ビスカイーノC・ビジオC・ベルトランL・バークマン | 7                          | 左                         | R・サンダース              | 右                         | M・モリスM・マシーニーA・プホルスT・ウォマックS・ローレンE・レンテリアR・サンダースJ・エドモンズL・ウォーカー |
| 8                        | 捕                       | B・オースマス            | 右                       | P・マンローB・オースマスJ・バグウェルJ・ケントM・エンス · バーグJ・ビスカイーノC・ビジオC・ベルトランL・バークマン | 8                          | 捕                         | M・マシーニー              | 右                         | M・モリスM・マシーニーA・プホルスT・ウォマックS・ローレンE・レンテリアR・サンダースJ・エドモンズL・ウォーカー |
| 9                        | 投                       | P・マンロー              | 右                       | P・マンローB・オースマスJ・バグウェルJ・ケントM・エンス · バーグJ・ビスカイーノC・ビジオC・ベルトランL・バークマン | 9                          | 投                         | M・モリス                  | 右                         | M・モリスM・マシーニーA・プホルスT・ウォマックS・ローレンE・レンテリアR・サンダースJ・エドモンズL・ウォーカー |
| 先発投手                 | 先発投手                 | 先発投手                 | 投球                     | P・マンローB・オースマスJ・バグウェルJ・ケントM・エンス · バーグJ・ビスカイーノC・ビジオC・ベルトランL・バークマン | 先発投手                   | 先発投手                   | 先発投手                   | 投球                       | M・モリスM・マシーニーA・プホルスT・ウォマックS・ローレンE・レンテリアR・サンダースJ・エドモンズL・ウォーカー |
| P・マンロー              | P・マンロー              | P・マンロー              | 右                       | P・マンローB・オースマスJ・バグウェルJ・ケントM・エンス · バーグJ・ビスカイーノC・ビジオC・ベルトランL・バークマン | M・モリス                  | M・モリス                  | M・モリス                  | 右                         | M・モリスM・マシーニーA・プホルスT・ウォマックS・ローレンE・レンテリアR・サンダースJ・エドモンズL・ウォーカー |

### 第3戦 10月16日
- ミニッツメイド・パーク（テキサス州ヒューストン）

|                            | 1 | 2 | 3 | 4 | 5 | 6 | 7 | 8 | 9 | R | H | E |
| -------------------------- | - | - | - | - | - | - | - | - | - | - | - | - |
| セントルイス・カージナルス | 1 | 1 | 0 | 0 | 0 | 0 | 0 | 0 | 0 | 2 | 5 | 0 |
| ヒューストン・アストロズ   | 3 | 0 | 0 | 0 | 0 | 0 | 0 | 2 | X | 5 | 8 | 0 |

1. 勝利：ロジャー・クレメンス（1勝）
2. セーブ：ブラッド・リッジ（1S）
3. 敗戦：ジェフ・スーパン（1敗）
4. 本塁打
STL：ラリー・ウォーカー2号ソロ、ジム・エドモンズ1号ソロ
HOU：ジェフ・ケント2号2ラン、カルロス・ベルトラン3号ソロ、ランス・バークマン2号ソロ
5. 審判
［球審］ゲイリー・ダーリング
［塁審］一塁: マイク・ウィンタース、二塁: エンジェル・ヘルナンデス、三塁: エド・ラピュアーノ
［外審］左翼: ティム・ウェルキー、右翼: エリック・クーパー
6. 試合開始時刻: 中部夏時間（UTC-5）午後3時25分  試合時間: 2時間57分  観客: 4万2896人  気温: 74°F（23.3°C）
詳細: MLB.com Gameday / ESPN.com / Baseball-Reference.com / Fangraphs

| セントルイス・カージナルス | セントルイス・カージナルス | セントルイス・カージナルス | セントルイス・カージナルス | セントルイス・カージナルス                                                                                      | ヒューストン・アストロズ | ヒューストン・アストロズ | ヒューストン・アストロズ | ヒューストン・アストロズ | ヒューストン・アストロズ                                                                                             |
| -------------------------- | -------------------------- | -------------------------- | -------------------------- | --- | ------------------------ | ------------------------ | ------------------------ | ------------------------ | --- |
| 打順                       | 守備                       | 選手                       | 打席                       | J・スーパンM・マシーニーA・プホルスT・ウォマックS・ローレンE・レンテリアR・サンダースJ・エドモンズL・ウォーカー | 打順                     | 守備                     | 選手                     | 打席                     | R・クレメンスB・オースマスJ・バグウェルJ・ケントM・エンス · バーグJ・ビスカイーノC・ビジオC・ベルトランL・バークマン |
| 1                          | 二                         | T・ウォマック              | 左                         | J・スーパンM・マシーニーA・プホルスT・ウォマックS・ローレンE・レンテリアR・サンダースJ・エドモンズL・ウォーカー | 1                        | 左                       | C・ビジオ                | 右                       | R・クレメンスB・オースマスJ・バグウェルJ・ケントM・エンス · バーグJ・ビスカイーノC・ビジオC・ベルトランL・バークマン |
| 2                          | 右                         | L・ウォーカー              | 左                         | J・スーパンM・マシーニーA・プホルスT・ウォマックS・ローレンE・レンテリアR・サンダースJ・エドモンズL・ウォーカー | 2                        | 中                       | C・ベルトラン            | 両                       | R・クレメンスB・オースマスJ・バグウェルJ・ケントM・エンス · バーグJ・ビスカイーノC・ビジオC・ベルトランL・バークマン |
| 3                          | 一                         | A・プホルス                | 右                         | J・スーパンM・マシーニーA・プホルスT・ウォマックS・ローレンE・レンテリアR・サンダースJ・エドモンズL・ウォーカー | 3                        | 一                       | J・バグウェル            | 右                       | R・クレメンスB・オースマスJ・バグウェルJ・ケントM・エンス · バーグJ・ビスカイーノC・ビジオC・ベルトランL・バークマン |
| 4                          | 三                         | S・ローレン                | 右                         | J・スーパンM・マシーニーA・プホルスT・ウォマックS・ローレンE・レンテリアR・サンダースJ・エドモンズL・ウォーカー | 4                        | 右                       | L・バークマン            | 両                       | R・クレメンスB・オースマスJ・バグウェルJ・ケントM・エンス · バーグJ・ビスカイーノC・ビジオC・ベルトランL・バークマン |
| 5                          | 中                         | J・エドモンズ              | 左                         | J・スーパンM・マシーニーA・プホルスT・ウォマックS・ローレンE・レンテリアR・サンダースJ・エドモンズL・ウォーカー | 5                        | 二                       | J・ケント                | 右                       | R・クレメンスB・オースマスJ・バグウェルJ・ケントM・エンス · バーグJ・ビスカイーノC・ビジオC・ベルトランL・バークマン |
| 6                          | 遊                         | E・レンテリア              | 右                         | J・スーパンM・マシーニーA・プホルスT・ウォマックS・ローレンE・レンテリアR・サンダースJ・エドモンズL・ウォーカー | 6                        | 三                       | M・エンスバーグ          | 右                       | R・クレメンスB・オースマスJ・バグウェルJ・ケントM・エンス · バーグJ・ビスカイーノC・ビジオC・ベルトランL・バークマン |
| 7                          | 左                         | R・サンダース              | 右                         | J・スーパンM・マシーニーA・プホルスT・ウォマックS・ローレンE・レンテリアR・サンダースJ・エドモンズL・ウォーカー | 7                        | 遊                       | J・ビスカイーノ          | 両                       | R・クレメンスB・オースマスJ・バグウェルJ・ケントM・エンス · バーグJ・ビスカイーノC・ビジオC・ベルトランL・バークマン |
| 8                          | 捕                         | M・マシーニー              | 右                         | J・スーパンM・マシーニーA・プホルスT・ウォマックS・ローレンE・レンテリアR・サンダースJ・エドモンズL・ウォーカー | 8                        | 捕                       | B・オースマス            | 右                       | R・クレメンスB・オースマスJ・バグウェルJ・ケントM・エンス · バーグJ・ビスカイーノC・ビジオC・ベルトランL・バークマン |
| 9                          | 投                         | J・スーパン                | 右                         | J・スーパンM・マシーニーA・プホルスT・ウォマックS・ローレンE・レンテリアR・サンダースJ・エドモンズL・ウォーカー | 9                        | 投                       | R・クレメンス            | 右                       | R・クレメンスB・オースマスJ・バグウェルJ・ケントM・エンス · バーグJ・ビスカイーノC・ビジオC・ベルトランL・バークマン |
| 先発投手                   | 先発投手                   | 先発投手                   | 投球                       | J・スーパンM・マシーニーA・プホルスT・ウォマックS・ローレンE・レンテリアR・サンダースJ・エドモンズL・ウォーカー | 先発投手                 | 先発投手                 | 先発投手                 | 投球                     | R・クレメンスB・オースマスJ・バグウェルJ・ケントM・エンス · バーグJ・ビスカイーノC・ビジオC・ベルトランL・バークマン |
| J・スーパン                | J・スーパン                | J・スーパン                | 右                         | J・スーパンM・マシーニーA・プホルスT・ウォマックS・ローレンE・レンテリアR・サンダースJ・エドモンズL・ウォーカー | R・クレメンス            | R・クレメンス            | R・クレメンス            | 右                       | R・クレメンスB・オースマスJ・バグウェルJ・ケントM・エンス · バーグJ・ビスカイーノC・ビジオC・ベルトランL・バークマン |

### 第4戦 10月17日
- ミニッツメイド・パーク（テキサス州ヒューストン）

|                            | 1 | 2 | 3 | 4 | 5 | 6 | 7 | 8 | 9 | R | H | E |
| -------------------------- | - | - | - | - | - | - | - | - | - | - | - | - |
| セントルイス・カージナルス | 3 | 0 | 1 | 1 | 0 | 0 | 0 | 0 | 0 | 5 | 9 | 0 |
| ヒューストン・アストロズ   | 1 | 0 | 2 | 0 | 0 | 2 | 1 | 0 | X | 6 | 9 | 0 |

1. 勝利：ダン・ウィーラー（1勝）
2. セーブ：ブラッド・リッジ（2S）
3. 敗戦：フリアン・タバレス（1勝1敗）
4. 本塁打
STL：アルバート・プホルス3号2ラン
HOU：ランス・バークマン3号ソロ、カルロス・ベルトラン4号ソロ
5. 審判
［球審］マイク・ウィンタース
［塁審］一塁: エンジェル・ヘルナンデス、二塁: エド・ラピュアーノ、三塁: ティム・ウェルキー
［外審］左翼: エリック・クーパー、右翼: ゲイリー・ダーリング
6. 試合開始時刻: 中部夏時間（UTC-5）午後3時40分  試合時間: 3時間1分  観客: 4万2760人  気温: 74°F（23.3°C）
詳細: MLB.com Gameday / ESPN.com / Baseball-Reference.com / Fangraphs

| セントルイス・カージナルス | セントルイス・カージナルス | セントルイス・カージナルス | セントルイス・カージナルス | セントルイス・カージナルス                                                                                    | ヒューストン・アストロズ | ヒューストン・アストロズ | ヒューストン・アストロズ | ヒューストン・アストロズ | ヒューストン・アストロズ                                                                                           |
| -------------------------- | -------------------------- | -------------------------- | -------------------------- | --- | ------------------------ | ------------------------ | ------------------------ | ------------------------ | --- |
| 打順                       | 守備                       | 選手                       | 打席                       | J・マーキーY・モリーナA・プホルスT・ウォマックS・ローレンE・レンテリアJ・メイブリーJ・エドモンズL・ウォーカー | 打順                     | 守備                     | 選手                     | 打席                     | R・オズワルトR・チャベスJ・バグウェルJ・ケントM・エンス · バーグJ・ビスカイーノC・ビジオC・ベルトランL・バークマン |
| 1                          | 二                         | T・ウォマック              | 左                         | J・マーキーY・モリーナA・プホルスT・ウォマックS・ローレンE・レンテリアJ・メイブリーJ・エドモンズL・ウォーカー | 1                        | 左                       | C・ビジオ                | 右                       | R・オズワルトR・チャベスJ・バグウェルJ・ケントM・エンス · バーグJ・ビスカイーノC・ビジオC・ベルトランL・バークマン |
| 2                          | 右                         | L・ウォーカー              | 左                         | J・マーキーY・モリーナA・プホルスT・ウォマックS・ローレンE・レンテリアJ・メイブリーJ・エドモンズL・ウォーカー | 2                        | 中                       | C・ベルトラン            | 両                       | R・オズワルトR・チャベスJ・バグウェルJ・ケントM・エンス · バーグJ・ビスカイーノC・ビジオC・ベルトランL・バークマン |
| 3                          | 一                         | A・プホルス                | 右                         | J・マーキーY・モリーナA・プホルスT・ウォマックS・ローレンE・レンテリアJ・メイブリーJ・エドモンズL・ウォーカー | 3                        | 一                       | J・バグウェル            | 右                       | R・オズワルトR・チャベスJ・バグウェルJ・ケントM・エンス · バーグJ・ビスカイーノC・ビジオC・ベルトランL・バークマン |
| 4                          | 三                         | S・ローレン                | 右                         | J・マーキーY・モリーナA・プホルスT・ウォマックS・ローレンE・レンテリアJ・メイブリーJ・エドモンズL・ウォーカー | 4                        | 右                       | L・バークマン            | 両                       | R・オズワルトR・チャベスJ・バグウェルJ・ケントM・エンス · バーグJ・ビスカイーノC・ビジオC・ベルトランL・バークマン |
| 5                          | 中                         | J・エドモンズ              | 左                         | J・マーキーY・モリーナA・プホルスT・ウォマックS・ローレンE・レンテリアJ・メイブリーJ・エドモンズL・ウォーカー | 5                        | 二                       | J・ケント                | 右                       | R・オズワルトR・チャベスJ・バグウェルJ・ケントM・エンス · バーグJ・ビスカイーノC・ビジオC・ベルトランL・バークマン |
| 6                          | 遊                         | E・レンテリア              | 右                         | J・マーキーY・モリーナA・プホルスT・ウォマックS・ローレンE・レンテリアJ・メイブリーJ・エドモンズL・ウォーカー | 6                        | 三                       | M・エンスバーグ          | 右                       | R・オズワルトR・チャベスJ・バグウェルJ・ケントM・エンス · バーグJ・ビスカイーノC・ビジオC・ベルトランL・バークマン |
| 7                          | 左                         | J・メイブリー              | 左                         | J・マーキーY・モリーナA・プホルスT・ウォマックS・ローレンE・レンテリアJ・メイブリーJ・エドモンズL・ウォーカー | 7                        | 遊                       | J・ビスカイーノ          | 両                       | R・オズワルトR・チャベスJ・バグウェルJ・ケントM・エンス · バーグJ・ビスカイーノC・ビジオC・ベルトランL・バークマン |
| 8                          | 捕                         | Y・モリーナ                | 右                         | J・マーキーY・モリーナA・プホルスT・ウォマックS・ローレンE・レンテリアJ・メイブリーJ・エドモンズL・ウォーカー | 8                        | 捕                       | R・チャベス              | 右                       | R・オズワルトR・チャベスJ・バグウェルJ・ケントM・エンス · バーグJ・ビスカイーノC・ビジオC・ベルトランL・バークマン |
| 9                          | 投                         | J・マーキー                | 左                         | J・マーキーY・モリーナA・プホルスT・ウォマックS・ローレンE・レンテリアJ・メイブリーJ・エドモンズL・ウォーカー | 9                        | 投                       | R・オズワルト            | 右                       | R・オズワルトR・チャベスJ・バグウェルJ・ケントM・エンス · バーグJ・ビスカイーノC・ビジオC・ベルトランL・バークマン |
| 先発投手                   | 先発投手                   | 先発投手                   | 投球                       | J・マーキーY・モリーナA・プホルスT・ウォマックS・ローレンE・レンテリアJ・メイブリーJ・エドモンズL・ウォーカー | 先発投手                 | 先発投手                 | 先発投手                 | 投球                     | R・オズワルトR・チャベスJ・バグウェルJ・ケントM・エンス · バーグJ・ビスカイーノC・ビジオC・ベルトランL・バークマン |
| J・マーキー                | J・マーキー                | J・マーキー                | 右                         | J・マーキーY・モリーナA・プホルスT・ウォマックS・ローレンE・レンテリアJ・メイブリーJ・エドモンズL・ウォーカー | R・オズワルト            | R・オズワルト            | R・オズワルト            | 右                       | R・オズワルトR・チャベスJ・バグウェルJ・ケントM・エンス · バーグJ・ビスカイーノC・ビジオC・ベルトランL・バークマン |

### 第5戦 10月18日
- ミニッツメイド・パーク（テキサス州ヒューストン）

|                            | 1 | 2 | 3 | 4 | 5 | 6 | 7 | 8 | 9  | R | H | E |
| -------------------------- | - | - | - | - | - | - | - | - | -- | - | - | - |
| セントルイス・カージナルス | 0 | 0 | 0 | 0 | 0 | 0 | 0 | 0 | 0  | 0 | 1 | 0 |
| ヒューストン・アストロズ   | 0 | 0 | 0 | 0 | 0 | 0 | 0 | 0 | 3x | 3 | 3 | 0 |

1. 勝利：ブラッド・リッジ（1勝2S）
2. 敗戦：ジェイソン・イズリングハウゼン（1敗2S）
3. 本塁打
HOU：ジェフ・ケント3号3ラン
4. 審判
［球審］エンジェル・ヘルナンデス
［塁審］一塁: エド・ラピュアーノ、二塁: ティム・ウェルキー、三塁: エリック・クーパー
［外審］左翼: ゲイリー・ダーリング、右翼: マイク・ウィンタース
5. 試合開始時刻: 中部夏時間（UTC-5）午後7時51分  試合時間: 2時間33分  観客: 4万3045人  気温: 74°F（23.3°C）
詳細: MLB.com Gameday / ESPN.com / Baseball-Reference.com / Fangraphs

| セントルイス・カージナルス | セントルイス・カージナルス | セントルイス・カージナルス | セントルイス・カージナルス | セントルイス・カージナルス                                                                                          | ヒューストン・アストロズ | ヒューストン・アストロズ | ヒューストン・アストロズ | ヒューストン・アストロズ | ヒューストン・アストロズ                                                                                           |
| -------------------------- | -------------------------- | -------------------------- | -------------------------- | --- | ------------------------ | ------------------------ | ------------------------ | ------------------------ | --- |
| 打順                       | 守備                       | 選手                       | 打席                       | W・ウィリアムズM・マシーニーA・プホルスT・ウォマックS・ローレンE・レンテリアR・サンダースJ・エドモンズL・ウォーカー | 打順                     | 守備                     | 選手                     | 打席                     | B・バッキーB・オースマスJ・バグウェルJ・ケントM・エンス · バーグJ・ビスカイーノC・ビジオC・ベルトランL・バークマン |
| 1                          | 二                         | T・ウォマック              | 左                         | W・ウィリアムズM・マシーニーA・プホルスT・ウォマックS・ローレンE・レンテリアR・サンダースJ・エドモンズL・ウォーカー | 1                        | 左                       | C・ビジオ                | 右                       | B・バッキーB・オースマスJ・バグウェルJ・ケントM・エンス · バーグJ・ビスカイーノC・ビジオC・ベルトランL・バークマン |
| 2                          | 右                         | L・ウォーカー              | 左                         | W・ウィリアムズM・マシーニーA・プホルスT・ウォマックS・ローレンE・レンテリアR・サンダースJ・エドモンズL・ウォーカー | 2                        | 中                       | C・ベルトラン            | 両                       | B・バッキーB・オースマスJ・バグウェルJ・ケントM・エンス · バーグJ・ビスカイーノC・ビジオC・ベルトランL・バークマン |
| 3                          | 一                         | A・プホルス                | 右                         | W・ウィリアムズM・マシーニーA・プホルスT・ウォマックS・ローレンE・レンテリアR・サンダースJ・エドモンズL・ウォーカー | 3                        | 一                       | J・バグウェル            | 右                       | B・バッキーB・オースマスJ・バグウェルJ・ケントM・エンス · バーグJ・ビスカイーノC・ビジオC・ベルトランL・バークマン |
| 4                          | 三                         | S・ローレン                | 右                         | W・ウィリアムズM・マシーニーA・プホルスT・ウォマックS・ローレンE・レンテリアR・サンダースJ・エドモンズL・ウォーカー | 4                        | 右                       | L・バークマン            | 両                       | B・バッキーB・オースマスJ・バグウェルJ・ケントM・エンス · バーグJ・ビスカイーノC・ビジオC・ベルトランL・バークマン |
| 5                          | 中                         | J・エドモンズ              | 左                         | W・ウィリアムズM・マシーニーA・プホルスT・ウォマックS・ローレンE・レンテリアR・サンダースJ・エドモンズL・ウォーカー | 5                        | 二                       | J・ケント                | 右                       | B・バッキーB・オースマスJ・バグウェルJ・ケントM・エンス · バーグJ・ビスカイーノC・ビジオC・ベルトランL・バークマン |
| 6                          | 遊                         | E・レンテリア              | 右                         | W・ウィリアムズM・マシーニーA・プホルスT・ウォマックS・ローレンE・レンテリアR・サンダースJ・エドモンズL・ウォーカー | 6                        | 三                       | M・エンスバーグ          | 右                       | B・バッキーB・オースマスJ・バグウェルJ・ケントM・エンス · バーグJ・ビスカイーノC・ビジオC・ベルトランL・バークマン |
| 7                          | 左                         | R・サンダース              | 右                         | W・ウィリアムズM・マシーニーA・プホルスT・ウォマックS・ローレンE・レンテリアR・サンダースJ・エドモンズL・ウォーカー | 7                        | 遊                       | J・ビスカイーノ          | 両                       | B・バッキーB・オースマスJ・バグウェルJ・ケントM・エンス · バーグJ・ビスカイーノC・ビジオC・ベルトランL・バークマン |
| 8                          | 捕                         | M・マシーニー              | 右                         | W・ウィリアムズM・マシーニーA・プホルスT・ウォマックS・ローレンE・レンテリアR・サンダースJ・エドモンズL・ウォーカー | 8                        | 捕                       | B・オースマス            | 右                       | B・バッキーB・オースマスJ・バグウェルJ・ケントM・エンス · バーグJ・ビスカイーノC・ビジオC・ベルトランL・バークマン |
| 9                          | 投                         | W・ウィリアムズ            | 右                         | W・ウィリアムズM・マシーニーA・プホルスT・ウォマックS・ローレンE・レンテリアR・サンダースJ・エドモンズL・ウォーカー | 9                        | 投                       | B・バッキー              | 右                       | B・バッキーB・オースマスJ・バグウェルJ・ケントM・エンス · バーグJ・ビスカイーノC・ビジオC・ベルトランL・バークマン |
| 先発投手                   | 先発投手                   | 先発投手                   | 投球                       | W・ウィリアムズM・マシーニーA・プホルスT・ウォマックS・ローレンE・レンテリアR・サンダースJ・エドモンズL・ウォーカー | 先発投手                 | 先発投手                 | 先発投手                 | 投球                     | B・バッキーB・オースマスJ・バグウェルJ・ケントM・エンス · バーグJ・ビスカイーノC・ビジオC・ベルトランL・バークマン |
| W・ウィリアムズ            | W・ウィリアムズ            | W・ウィリアムズ            | 右                         | W・ウィリアムズM・マシーニーA・プホルスT・ウォマックS・ローレンE・レンテリアR・サンダースJ・エドモンズL・ウォーカー | B・バッキー              | B・バッキー              | B・バッキー              | 右                       | B・バッキーB・オースマスJ・バグウェルJ・ケントM・エンス · バーグJ・ビスカイーノC・ビジオC・ベルトランL・バークマン |

### 第6戦 10月20日
- ブッシュ・スタジアム（ミズーリ州セントルイス）

|                            | 1 | 2 | 3 | 4 | 5 | 6 | 7 | 8 | 9 | 10 | 11 | 12 | R | H  | E |
| -------------------------- | - | - | - | - | - | - | - | - | - | -- | -- | -- | - | -- | - |
| ヒューストン・アストロズ   | 1 | 0 | 1 | 1 | 0 | 0 | 0 | 0 | 1 | 0  | 0  | 0  | 4 | 10 | 0 |
| セントルイス・カージナルス | 2 | 0 | 2 | 0 | 0 | 0 | 0 | 0 | 0 | 0  | 0  | 2x | 6 | 15 | 0 |

1. 勝利：フリアン・タバレス（2勝1敗）
2. 敗戦：ダン・ミセリ（2敗）
3. 本塁打
HOU：マイク・ラム2号ソロ
STL：アルバート・プホルス4号2ラン、ジム・エドモンズ2号2ラン
4. 審判
［球審］エド・ラピュアーノ
［塁審］一塁: ティム・ウェルキー、二塁: エリック・クーパー、三塁: ゲイリー・ダーリング
［外審］左翼: マイク・ウィンタース、右翼: エンジェル・ヘルナンデス
5. 試合開始時刻: 中部夏時間（UTC-5）午後3時12分  試合時間: 3時間54分  観客: 5万2144人  気温: 57°F（13.9°C）
詳細: MLB.com Gameday / ESPN.com / Baseball-Reference.com / Fangraphs

| ヒューストン・アストロズ | ヒューストン・アストロズ | ヒューストン・アストロズ | ヒューストン・アストロズ | ヒューストン・アストロズ                                                                                | セントルイス・カージナルス | セントルイス・カージナルス | セントルイス・カージナルス | セントルイス・カージナルス | セントルイス・カージナルス                                                                                    |
| ------------------------ | ------------------------ | ------------------------ | ------------------------ | --- | -------------------------- | -------------------------- | -------------------------- | -------------------------- | --- |
| 打順                     | 守備                     | 選手                     | 打席                     | P・マンローB・オースマスJ・バグウェルJ・ケントM・ラムJ・ビスカイーノC・ビジオC・ベルトランL・バークマン | 打順                       | 守備                       | 選手                       | 打席                       | M・モリスM・マシーニーA・プホルスT・ウォマックS・ローレンE・レンテリアR・サンダースJ・エドモンズL・ウォーカー |
| 1                        | 左                       | C・ビジオ                | 右                       | P・マンローB・オースマスJ・バグウェルJ・ケントM・ラムJ・ビスカイーノC・ビジオC・ベルトランL・バークマン | 1                          | 二                         | T・ウォマック              | 左                         | M・モリスM・マシーニーA・プホルスT・ウォマックS・ローレンE・レンテリアR・サンダースJ・エドモンズL・ウォーカー |
| 2                        | 中                       | C・ベルトラン            | 両                       | P・マンローB・オースマスJ・バグウェルJ・ケントM・ラムJ・ビスカイーノC・ビジオC・ベルトランL・バークマン | 2                          | 右                         | L・ウォーカー              | 左                         | M・モリスM・マシーニーA・プホルスT・ウォマックS・ローレンE・レンテリアR・サンダースJ・エドモンズL・ウォーカー |
| 3                        | 一                       | J・バグウェル            | 右                       | P・マンローB・オースマスJ・バグウェルJ・ケントM・ラムJ・ビスカイーノC・ビジオC・ベルトランL・バークマン | 3                          | 一                         | A・プホルス                | 右                         | M・モリスM・マシーニーA・プホルスT・ウォマックS・ローレンE・レンテリアR・サンダースJ・エドモンズL・ウォーカー |
| 4                        | 右                       | L・バークマン            | 両                       | P・マンローB・オースマスJ・バグウェルJ・ケントM・ラムJ・ビスカイーノC・ビジオC・ベルトランL・バークマン | 4                          | 三                         | S・ローレン                | 右                         | M・モリスM・マシーニーA・プホルスT・ウォマックS・ローレンE・レンテリアR・サンダースJ・エドモンズL・ウォーカー |
| 5                        | 二                       | J・ケント                | 右                       | P・マンローB・オースマスJ・バグウェルJ・ケントM・ラムJ・ビスカイーノC・ビジオC・ベルトランL・バークマン | 5                          | 中                         | J・エドモンズ              | 左                         | M・モリスM・マシーニーA・プホルスT・ウォマックS・ローレンE・レンテリアR・サンダースJ・エドモンズL・ウォーカー |
| 6                        | 三                       | M・ラム                  | 左                       | P・マンローB・オースマスJ・バグウェルJ・ケントM・ラムJ・ビスカイーノC・ビジオC・ベルトランL・バークマン | 6                          | 遊                         | E・レンテリア              | 右                         | M・モリスM・マシーニーA・プホルスT・ウォマックS・ローレンE・レンテリアR・サンダースJ・エドモンズL・ウォーカー |
| 7                        | 遊                       | J・ビスカイーノ          | 両                       | P・マンローB・オースマスJ・バグウェルJ・ケントM・ラムJ・ビスカイーノC・ビジオC・ベルトランL・バークマン | 7                          | 左                         | R・サンダース              | 右                         | M・モリスM・マシーニーA・プホルスT・ウォマックS・ローレンE・レンテリアR・サンダースJ・エドモンズL・ウォーカー |
| 8                        | 捕                       | B・オースマス            | 右                       | P・マンローB・オースマスJ・バグウェルJ・ケントM・ラムJ・ビスカイーノC・ビジオC・ベルトランL・バークマン | 8                          | 捕                         | M・マシーニー              | 右                         | M・モリスM・マシーニーA・プホルスT・ウォマックS・ローレンE・レンテリアR・サンダースJ・エドモンズL・ウォーカー |
| 9                        | 投                       | P・マンロー              | 右                       | P・マンローB・オースマスJ・バグウェルJ・ケントM・ラムJ・ビスカイーノC・ビジオC・ベルトランL・バークマン | 9                          | 投                         | M・モリス                  | 右                         | M・モリスM・マシーニーA・プホルスT・ウォマックS・ローレンE・レンテリアR・サンダースJ・エドモンズL・ウォーカー |
| 先発投手                 | 先発投手                 | 先発投手                 | 投球                     | P・マンローB・オースマスJ・バグウェルJ・ケントM・ラムJ・ビスカイーノC・ビジオC・ベルトランL・バークマン | 先発投手                   | 先発投手                   | 先発投手                   | 投球                       | M・モリスM・マシーニーA・プホルスT・ウォマックS・ローレンE・レンテリアR・サンダースJ・エドモンズL・ウォーカー |
| P・マンロー              | P・マンロー              | P・マンロー              | 右                       | P・マンローB・オースマスJ・バグウェルJ・ケントM・ラムJ・ビスカイーノC・ビジオC・ベルトランL・バークマン | M・モリス                  | M・モリス                  | M・モリス                  | 右                         | M・モリスM・マシーニーA・プホルスT・ウォマックS・ローレンE・レンテリアR・サンダースJ・エドモンズL・ウォーカー |

### 第7戦 10月21日
- ブッシュ・スタジアム（ミズーリ州セントルイス）

|                            | 1 | 2 | 3 | 4 | 5 | 6 | 7 | 8 | 9 | R | H | E |
| -------------------------- | - | - | - | - | - | - | - | - | - | - | - | - |
| ヒューストン・アストロズ   | 1 | 0 | 1 | 0 | 0 | 0 | 0 | 0 | 0 | 2 | 3 | 0 |
| セントルイス・カージナルス | 0 | 0 | 1 | 0 | 0 | 3 | 0 | 1 | X | 5 | 9 | 1 |

1. 勝利：ジェフ・スーパン（1勝1敗）
2. セーブ：ジェイソン・イズリングハウゼン（1敗3S）
3. 敗戦：ロジャー・クレメンス（1勝1敗）
4. 本塁打
HOU：クレイグ・ビジオ1号ソロ
STL：スコット・ローレン3号2ラン
5. 審判
［球審］ティム・ウェルキー
［塁審］一塁: エリック・クーパー、二塁: ゲイリー・ダーリング、三塁: マイク・ウィンタース
［外審］左翼: エンジェル・ヘルナンデス、右翼: エド・ラピュアーノ
6. 試合開始時刻: 中部夏時間（UTC-5）午後7時21分  試合時間: 2時間51分  観客: 5万2140人  気温: 60°F（15.6°C）
詳細: MLB.com Gameday / ESPN.com / Baseball-Reference.com / Fangraphs

| ヒューストン・アストロズ | ヒューストン・アストロズ | ヒューストン・アストロズ | ヒューストン・アストロズ | ヒューストン・アストロズ                                                                                             | セントルイス・カージナルス | セントルイス・カージナルス | セントルイス・カージナルス | セントルイス・カージナルス | セントルイス・カージナルス                                                                                      |
| ------------------------ | ------------------------ | ------------------------ | ------------------------ | --- | -------------------------- | -------------------------- | -------------------------- | -------------------------- | --- |
| 打順                     | 守備                     | 選手                     | 打席                     | R・クレメンスB・オースマスJ・バグウェルJ・ケントM・エンス · バーグJ・ビスカイーノC・ビジオC・ベルトランL・バークマン | 打順                       | 守備                       | 選手                       | 打席                       | J・スーパンM・マシーニーA・プホルスT・ウォマックS・ローレンE・レンテリアR・サンダースJ・エドモンズL・ウォーカー |
| 1                        | 左                       | C・ビジオ                | 右                       | R・クレメンスB・オースマスJ・バグウェルJ・ケントM・エンス · バーグJ・ビスカイーノC・ビジオC・ベルトランL・バークマン | 1                          | 遊                         | E・レンテリア              | 右                         | J・スーパンM・マシーニーA・プホルスT・ウォマックS・ローレンE・レンテリアR・サンダースJ・エドモンズL・ウォーカー |
| 2                        | 中                       | C・ベルトラン            | 両                       | R・クレメンスB・オースマスJ・バグウェルJ・ケントM・エンス · バーグJ・ビスカイーノC・ビジオC・ベルトランL・バークマン | 2                          | 右                         | L・ウォーカー              | 左                         | J・スーパンM・マシーニーA・プホルスT・ウォマックS・ローレンE・レンテリアR・サンダースJ・エドモンズL・ウォーカー |
| 3                        | 一                       | J・バグウェル            | 右                       | R・クレメンスB・オースマスJ・バグウェルJ・ケントM・エンス · バーグJ・ビスカイーノC・ビジオC・ベルトランL・バークマン | 3                          | 一                         | A・プホルス                | 右                         | J・スーパンM・マシーニーA・プホルスT・ウォマックS・ローレンE・レンテリアR・サンダースJ・エドモンズL・ウォーカー |
| 4                        | 右                       | L・バークマン            | 両                       | R・クレメンスB・オースマスJ・バグウェルJ・ケントM・エンス · バーグJ・ビスカイーノC・ビジオC・ベルトランL・バークマン | 4                          | 三                         | S・ローレン                | 右                         | J・スーパンM・マシーニーA・プホルスT・ウォマックS・ローレンE・レンテリアR・サンダースJ・エドモンズL・ウォーカー |
| 5                        | 二                       | J・ケント                | 右                       | R・クレメンスB・オースマスJ・バグウェルJ・ケントM・エンス · バーグJ・ビスカイーノC・ビジオC・ベルトランL・バークマン | 5                          | 中                         | J・エドモンズ              | 左                         | J・スーパンM・マシーニーA・プホルスT・ウォマックS・ローレンE・レンテリアR・サンダースJ・エドモンズL・ウォーカー |
| 6                        | 三                       | M・エンスバーグ          | 右                       | R・クレメンスB・オースマスJ・バグウェルJ・ケントM・エンス · バーグJ・ビスカイーノC・ビジオC・ベルトランL・バークマン | 6                          | 左                         | R・サンダース              | 右                         | J・スーパンM・マシーニーA・プホルスT・ウォマックS・ローレンE・レンテリアR・サンダースJ・エドモンズL・ウォーカー |
| 7                        | 遊                       | J・ビスカイーノ          | 両                       | R・クレメンスB・オースマスJ・バグウェルJ・ケントM・エンス · バーグJ・ビスカイーノC・ビジオC・ベルトランL・バークマン | 7                          | 二                         | T・ウォマック              | 左                         | J・スーパンM・マシーニーA・プホルスT・ウォマックS・ローレンE・レンテリアR・サンダースJ・エドモンズL・ウォーカー |
| 8                        | 捕                       | B・オースマス            | 右                       | R・クレメンスB・オースマスJ・バグウェルJ・ケントM・エンス · バーグJ・ビスカイーノC・ビジオC・ベルトランL・バークマン | 8                          | 捕                         | M・マシーニー              | 右                         | J・スーパンM・マシーニーA・プホルスT・ウォマックS・ローレンE・レンテリアR・サンダースJ・エドモンズL・ウォーカー |
| 9                        | 投                       | R・クレメンス            | 右                       | R・クレメンスB・オースマスJ・バグウェルJ・ケントM・エンス · バーグJ・ビスカイーノC・ビジオC・ベルトランL・バークマン | 9                          | 投                         | J・スーパン                | 右                         | J・スーパンM・マシーニーA・プホルスT・ウォマックS・ローレンE・レンテリアR・サンダースJ・エドモンズL・ウォーカー |
| 先発投手                 | 先発投手                 | 先発投手                 | 投球                     | R・クレメンスB・オースマスJ・バグウェルJ・ケントM・エンス · バーグJ・ビスカイーノC・ビジオC・ベルトランL・バークマン | 先発投手                   | 先発投手                   | 先発投手                   | 投球                       | J・スーパンM・マシーニーA・プホルスT・ウォマックS・ローレンE・レンテリアR・サンダースJ・エドモンズL・ウォーカー |
| R・クレメンス            | R・クレメンス            | R・クレメンス            | 右                       | R・クレメンスB・オースマスJ・バグウェルJ・ケントM・エンス · バーグJ・ビスカイーノC・ビジオC・ベルトランL・バークマン | J・スーパン                | J・スーパン                | J・スーパン                | 右                         | J・スーパンM・マシーニーA・プホルスT・ウォマックS・ローレンE・レンテリアR・サンダースJ・エドモンズL・ウォーカー |

## 評価
『ハードボール・タイムズ』のクリス・ジャフは2011年10月、歴代のポストシーズン各シリーズについて、面白さの数値化を試みた。「1点差試合は3ポイント、1－0の試合ならさらに1ポイント」「サヨナラゲームは10ポイント、サヨナラが本塁打によるものならさらに5ポイント」「7試合制のシリーズが最終戦までもつれれば15ポイント」などというように、試合経過やシリーズの展開が一定の条件を満たすのに応じてポイントを付与することで、主観的ではなく定量的な評価を行った。その結果、その年の両リーグ優勝決定戦まで全262シリーズの平均が45ポイントのところ、今シリーズは114ポイントを獲得した。これは全シリーズ中8位、リーグ優勝決定戦に限れば4位の高得点だった。